# Project for the New American Century

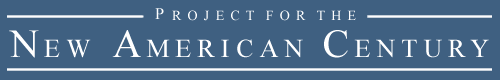
Logo

Project for the New American Century (tłum. Projekt dla Nowego Amerykańskiego Wieku, skr. PNAC) – neokonserwatywna organizacja z siedzibą w Stanach Zjednoczonych, określana jako think tank myśli strategicznej.

## Historia
Project for the New American Century utworzono wiosną 1997 roku jako organizacja o charakterze non-profit, o charakterze edukacyjnym, której celem jest „promowanie globalnego przywództwa Ameryki”. Siedziba organizacji mieści się w budynkach American Enterprise Institute w Waszyngtonie.
Wielu ludzi zastanawia działalność PNAC, ponieważ proponuje ona dominację militarną i ekonomiczną Stanów Zjednoczonych w stosunku do światowych zasobów ziemi, przestrzeni i cyberprzestrzeni. Celem jest amerykańska dominacja w świecie – dlatego nazywano ją „Projektem dla Nowego Amerykańskiego Wieku”.
Głównym przywódcą PNAC jest William Kristol, były redaktor „Commentary Magazine”. Wśród członków byli: Donald Rumsfeld, Paul Wolfowitz, Jeb Bush, Richard Perle, Richard Armitage, Dick Cheney, Lewis Libby, William J. Bennett, Zalmay Khalilzad i Ellen Bork (żona sędziego Roberta Borka). Większa część członków jest wierna neokonserwatywnej szkole politycznej o charakterze promilitarnym.
PNAC jest inicjatywą „Projektu Nowego Obywatelstwa” (New Citizenship Project), organizacją o charakterze non-profit (według ustawy 501c3), która jest finansowana przez Fundację Bradleya (Bradley Foundation). PNAC zakłada następujące cele:
- amerykańskie przywództwo jest dobre dla obu stron Ameryki i całego świata,
- przywództwo to wymaga militarnej siły, dyplomatycznej energii oraz zaangażowania w moralne zasady,
- nie ma wielu liderów politycznych, którzy przyczynialiby się do globalnego przywództwa,
- rząd Stanów Zjednoczonych powinien odnosić korzyści z militarnej i ekonomicznej wyższości, dążąc do wyższości absolutnej (unchallengeable) poprzez wszystkie możliwe sposoby, także militarne[potrzebny przypis].

Krytycy określają raport Rebuilding America’s Defenses jako Mein Kampf XXI wieku.
PNAC by „kontrolować nową «międzynarodową wspólnotę» przestrzeni zaproponował utworzenie nowej struktury wojskowej – Siły Kosmiczne – której zadaniem byłoby kontrolowanie kosmosu”. Jako także ważne dla hegemonii USA zaplanowano rozwój działań w cyberprzestrzeni, prowadzonych przez United States Cyber Command.
Po wybraniu George’a Busha na prezydenta Stanów Zjednoczonych wielu członków PNAC, Richard Perle, Dick Cheney, Paul Wolfowitz i Lewis Libby zajęło wysokie stanowiska w administracji prezydenckiej. Zalmay Khalilzad został ambasadorem Stanów Zjednoczonych w Afganistanie.
PNAC rozwiązano  w 2006 r. po realizacji zaplanowanych działań. W 2009 r. powołano ideowego następcę – Foreign Policy Initiative, który zakończył działalność w 2017 r. po zrealizowaniu założeń ideowych. 